# Koronída
Koronída (en grec moderne : Κορωνίδα, en katharévousa : Κορωνίς, Koronís), appelé avant 1940 Komiakí (Κωμιακή) est un village grec situé sur l'île de Náxos. 
Koronída est le village de montagne le plus septentrional de Náxos, à environ 34 kilomètres au nord-est de la capitale de l'île, la ville de Náxos. Il s'étend à une altitude comprise entre 550 et 620 mètres.

## Géographie

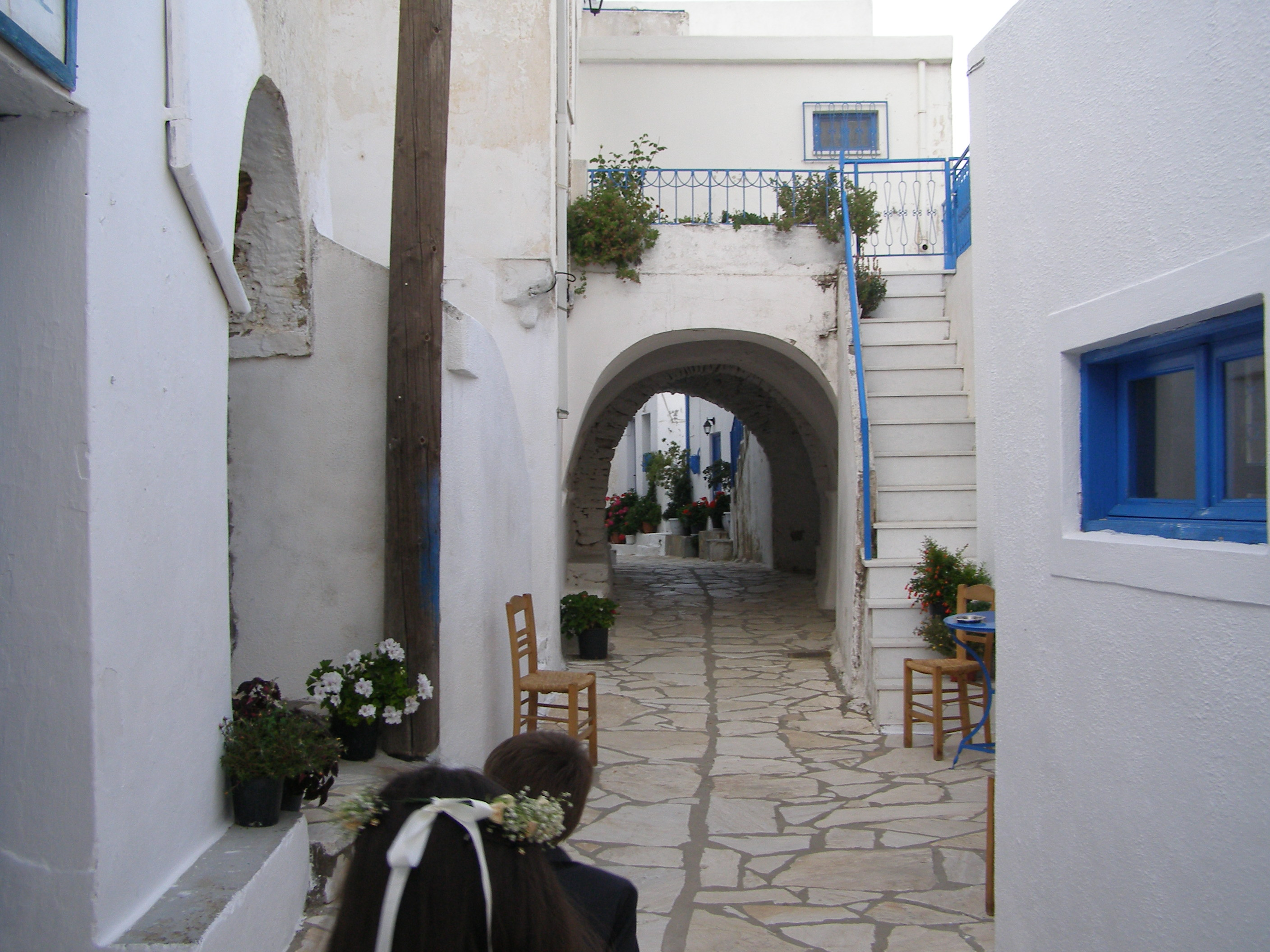
Le village de Koronída.

Koronída appartient administrativement à la municipalité de Náxos et Petites Cyclades, au district régional de Náxos et à la périphérie d'Égée-Méridionale. 
Koronída forme également une communauté de villages plus large (Τοπική Κοινότητα Κορωνίδος, Topikí Koinótita Koronídos), qui, outre le village actuel de Koronída, comprend les villages d'Agiá, Apóllonas (Naxos), Chília Vrýsi, Farakló, Kampos, Myrisis et Taxiárchis. 
Auparavant, le village appartenait à la municipalité de Drymalia (en). Depuis 2011, Koronída appartient à l'unité municipale de Drymalía de la municipalité de Náxos et des Petites Cyclades.

## Histoire
La région environnant le village est habitée depuis la période mycénienne, époque à laquelle appartient une tombe datant d'environ 1300 av. J.-C. et qui a été retrouvée sur son territoire,,. 
Il y a un château dans le village datant de la domination franque.

### La tombe mycénienne
Au nord de Komiaki, près des dernières maisons et de l'ancienne fontaine de Chosti, on a découvert en 1995, sur le site d'"Axos", l'unique tombe mycénienne en tholos de Naxos. Cette découverte est attribuée au philologue et écrivain Nikos I. Levogiannis, originaire de Komiaki.
La tombe avait été fouillée en 1910 par l'archéologue Klon Stephanos, mais son existence était depuis tombée dans l'oubli. Il s'agit d'une structure circulaire mesurant 3,60 mètres de diamètre à la base et 2,40 mètres de hauteur, datant de la fin du XIVe siècle av. J.-C. ou du début du XIIIe siècle av. J.-C. Selon le philologue Nikos Levogiannis et d’autres chercheurs (Dim. Oikonomidis, St. Fatouros, Aik. Papathoma, etc.), le toponyme "Axos" pourrait être à l'origine du nom "Naxos".

## Population
En 2011, le village comptait 279 habitants. 
La population de l'ensemble de la communauté est de 594 habitants.

## Culte
L'église principale du village est dédiée à la Vierge Marie (Panagía Theosképasti).